# Bristol Open 1988
Il Bristol Open 1988 è stato un torneo di tennis giocato sull'erba. È stata la 9ª edizione del Bristol Open, che fa parte del Nabisco Grand Prix 1988. Si è giocato a Bristol in Inghilterra, dal 13 al 20 giugno 1988.

## Campioni

### Singolare
Christian Saceanu ha battuto in finale  Ramesh Krishnan con il punteggio di 6–4, 2–6, 6–2

### Doppio
Peter Doohan /  Laurie Warder hanno battuto in finale  Martin Davis /  Tim Pawsat con il punteggio di 2–6, 6–4, 7–5